# Distretto di Zahana
Il distretto di Zahana è un distretto della Provincia di Mascara, in Algeria.

## Comuni
Il distretto di Zahana comprende 2 comuni:
- Zahana
- El Gaada